# Aurubis

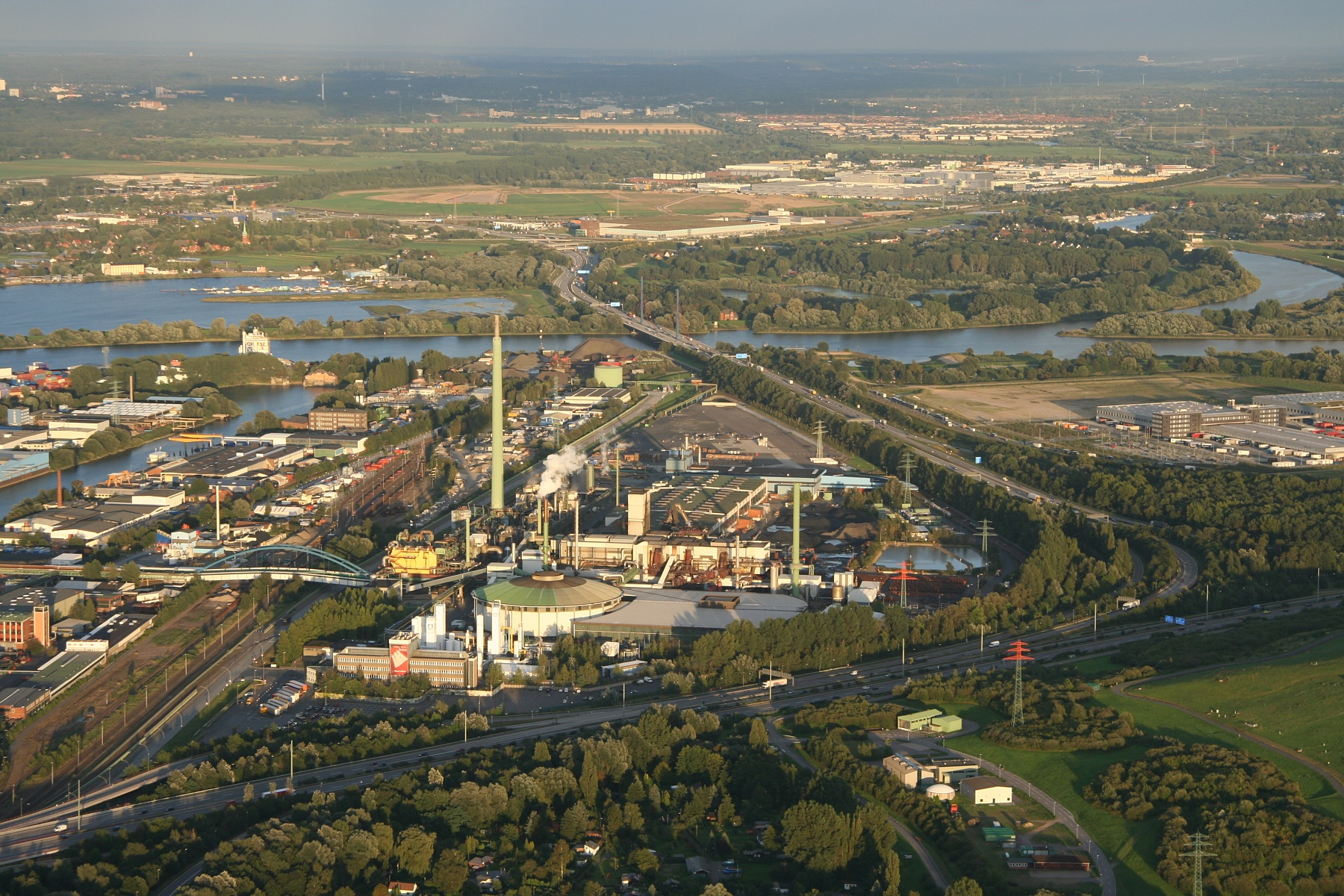
Le site de Peute près de Hambourg.

Aurubis AG (anciennement Norddeutsche Affinerie AG) est une entreprise allemande, le plus gros producteur de cuivre en Europe et le deuxième dans le monde. Elle est cotée au MDAX, produit annuellement plus d'un million de tonnes de cuivre et emploie plus de six mille personnes.

## Histoire
L'histoire de cette entreprise remonte à 1783 à Hambourg, avec la création de la société de courtage en métaux précieux Beit, Marcus und Salomon, Gold- und Silberscheider, spécialisée dans les alliages monétaires. Dans les années 1830, le commerce maritime avec les Amériques permet d'augmenter l'importation de minerai de cuivre, dans le port de Hambourg. L'un des associés de Beit, Marcus und Salomon, le chimiste Ferdinand Beit, qui fondera par ailleurs la BASF, s'associe à un descendant de huguenot, Johan-Cesar Godeffroy (1813–1885) et créent une filiale sous le nom de Elbkupferwerk (kupfer en allemand signifie cuivre), et traite le minerai de cuivre des navires débarquant d'Amérique du Sud, et principalement en provenance du Chili. Vers 1856, au moment de la reprise économique, Beit Marcus & Salomon restructurent progressivement leurs filiales. Durant dix ans, la production de cuivre affiné s'élève à trois mille tonnes par an. En 1866, soutenue par la Norddeutsche Bank est créée une nouvelle entité, la Norddeutsche Affinerie AG.
Depuis 1910, une grande partie du cuivre produit par la Norddeutsche Affinerie provient du site de Peute, situé dans la zone industrielle de Veddel. Leurs installations de production occupent une grande partie de la zone portuaire de Hambourg. Ce site est alimenté en électricité par une centrale à charbon du quartier de Moorburg.
En 2008, Norddeutsche Affinerie AG rachète le belge Cumerio (3,4 milliards d'euros de chiffre d'affaires en 2006). En avril 2009, Norddeutsche Affinerie change de nom et devient Aurubis.